# Ixora sandwithiana
Ixora sandwithiana är en måreväxtart som beskrevs av Julian Alfred Steyermark. Ixora sandwithiana ingår i släktet Ixora och familjen måreväxter. Inga underarter finns listade i Catalogue of Life.